# Leszek Benke
Leszek Benke (ur. 26 października 1952 w Kopydłowie, zm. 22 lipca 2021 w Woli Rudlickiej) – polski aktor filmowy i teatralny.

## Życiorys
W 1972 roku ukończył Liceum Ogólnokształcące im. Tadeusza Kościuszki w Wieluniu (obecnie I LO), a następnie w 1977 roku studia na Wydziale Aktorskim Państwowej Wyższej Szkoły Teatralnej w Krakowie. Po studiach występował na deskach teatrów w Łodzi, a także w produkcjach filmowych (m.in. jedna z głównych ról w serialu Pan na Żuławach), ale jego pasją aktorską był monodram. Za Konopielkę według Edwarda Redlińskiego był trzykrotnie nagradzany na festiwalach teatralnych.
Odgrywał jedną z głównych postaci w cyklicznym telewizyjnym programie rozrywkowym Spotkanie z Balladą, w którym po raz pierwszy pojawił się jeszcze jako student. Od 1985 roku związał się z nim na stałe i pełnił funkcję gospodarza programu. Wcielał się tam w rolę komendanta kopydłowskiej Ochotniczej straży pożarnej.
Zmarł nagle w swojej leśniczówce w Woli Rudlickiej. Uroczystości pogrzebowe aktora odbyły się 7 sierpnia 2021 w kościele św. Franciszka z Asyżu w Zabierzowie. Po mszy urnę z jego prochami złożono na cmentarzu parafialnym.

## Spektakle teatralne (wybór)
- 1977: Ryszard III jako Morderca Drugi (reż. Jerzy Hoffman)
- 1978: Lot nad kukułczym gniazdem jako Martini (reż. Lidia Zamkow)
- 1979: Konopielka – monodram
- 1979: Montserrat jako Ricardo (reż. Roman Kłosowski)
- 1979: Biedermann i podpalacze jako strażak (reż. L. Zamkow)
- 1979: Piotruś Pan jako Piotruś Pan
- 1979: Słowo muszkieterskie jako Aramis (reż. V.Lohnisky, I.Zmatlik)
- 1980: Sługa dwóch panów jako Florindo Aretusi (reż. Maciej Korwin)
- 1981: Zbrodnia i kara jako student (reż. Mirosław Szonert)
- 1981: Betlejem polskie jako pasterz Walek (reż. Czesław Przybyła)
- 1982: Wesele jako Chochoł (reż. Maciej Zenon Bordowicz)
- 1983: Artycha – monodram

## Filmografia
- 1978: Bestia
- 1984: Pan na Żuławach jako Stanisław Jeżewski, szwagier Mikuły, mąż Wandy
- 1993: Czterdziestolatek. 20 lat później

## Nagrody
- 1979: nagroda dla najlepszego debiutanta – za monodram Konopielka według Edwarda Redlińskiego na XIV OFTJA w Toruniu
- 1980: Nagroda Wydziału Kultury i Sztuki Urzędu m. Łodzi z okazji Międzynarodowego Dnia Teatru
- 1980: II nagroda publiczności Stoczni za rolę w monodramie Konopielka według Redlińskiego w Teatrze Powszechnym w Łodzi na XV Ogólnopolskim Przeglądzie Zawodowych Teatrów Małych Form w Szczecinie
- 1983: III nagroda za spektakl Artycha na XVII Ogólnopolskim Festiwalu Teatrów Jednego Aktora w Toruniu